# Coronilla securidaca
Coronilla securidaca (syn. Securigera securidaca мечоносець піденний, секуригера мечовидна) — вид квіткових рослин родини бобових (Fabaceae).

## Морфологічна характеристика
Однорічна трав'яниста гола рослина, 10–50 см. Стебла прямовисні, порожнисті, мало розгалужені, з розкиданими волосками. Листки голі, перисті з 5–7(8) парами клинуватих листочків; листочки до 18 × 10 мм, кінцеві менші за бічні; прилистки дрібні, ланцетні, вільні. Суцвіття зонтикоподібне, з (4)6–8(13) квіток. Квітки 8–17 мм, жовті. Чашечка коротка, дзвоникоподібна, з 5 зубцями, гола, 2–2.7 мм. Кігтисті пелюстки трохи виступають із чашечки. Біб лінійний, злегка дугоподібний, стиснутий, слабо волосистий, 30–110 × 2–6 мм, дзьоб 10–30 мм. Насіння 8–12 штук, 2.6–2.8 × 3.5–4 мм, двоопукле, в контурі ± прямокутне, коричневе. 2n = 12.

## Поширення
Північна Африка: пн. Марокко; Західна Азія: Кіпр, пн. Іран, Ірак, Ізраїль, Ліван, Туреччина; Європа: колишня Югославія, Албанія, Болгарія, Греція (у т. ч. Крит), Італія (у т. ч. Сицилія), Іспанія, Франція (у т. ч. Корсика), Україна (Крим). Населяє вологі місця біля моря та на пустирях
В Україні вид росте у ялівцевих, дубово-грабових лісах та на відкритих схилах — на південному макросхилі Кримських гір на захід від Алушти.